# Renato Vianna (futebolista)
Renato de Mello Vianna ComMM (Blumenau, 18 de julho de 1944), mais conhecido como Vianna, é um ex-futebolista, advogado, professor e político brasileiro. Filiado ao Movimento Democrático Brasileiro (MDB), foi deputado federal por Santa Catarina em quatro legislaturas e duas vezes prefeito do município de Blumenau.

## Biografia
Filho de Abelardo Vianna e de Ely Pereira de Mello Vianna, Renato de Mello Vianna é natural do município de Blumenau, Santa Catarina, e esteve envolvido com o esporte desde a adolescência. Aos 14 anos de idade, iniciou sua carreira como jogador de futebol, atuando pela equipe de juvenis do Palmeiras Esporte Clube, de Blumenau. Aos 17 anos chegou aos profissionais do mesmo clube e, a partir de 1962, mudou-se para o município de Florianópolis com o objetivo de estudar, transferindo-se para o Avaí Futebol Clube, equipe em que atuou até 1967.
Em 1967, bacharelou-se em ciências jurídicas e sociais pela Universidade Federal de Santa Catarina (UFSC), mesma época em que participou da fundação do diretório do Movimento Democrático Brasileiro em Blumenau. Após graduar-se, foi professor de direito penal na Fundação Universidade Regional de Blumenau (FURB) em 1968 e, entre 1974 e 1978, atuou como vice-reitor da mesma instituição.
Além disso, casou-se com Carmen Lúcia Rosa Vianna, com quem teve três filhas.

## Trajetória política
Entre 1971 e 1972, Renato de Mello Vianna trabalhou na assessoria jurídica da prefeitura de Blumenau, tornando-se chefe do departamento entre os anos de 1972 e 1976. Em novembro seguinte, elegeu-se pela primeira vez prefeito do município pelo Movimento Democrático Brasileiro (MDB), tomando posse no cargo em janeiro de 1977.
Em novembro de 1979, com a extinção do bipartidarismo e a conseqüente reorganização partidária, filiou-se ao Partido do Movimento Democrático Brasileiro (PMDB), sucessor do MDB. Entre 1981 e 1983, atuou como vice-presidente do Instituto Brasileiro de Direito Municipal (IBDM), deixando a prefeitura em 1982 para concorrer a uma vaga na Câmara dos Deputados.
Eleito deputado federal por Santa Catarina em novembro de 1982 com a soma de 99.167 votos, tomou posse na 47ª legislatura (1983 — 1987) em fevereiro do ano seguinte. Durante o primeiro mandato, foi coordenador da bancada do seu partido (1983-1984 e 1986-1987), atuou como titular da Comissão de Serviço Público (1983-1987), participou da Comissão de Constituição e Justiça (1985-1987), e atuou como suplente da Comissão do Interior (1983-1987) e da Comissão Mista do Orçamento (1986). Além disso, destacou-se por votar a favor da emenda Dante de Oliveira, que restabelecia eleições diretas para presidente da República na sessão do dia 25 de abril de 1984. Com a proposição derrotada, no colégio eleitoral reunido em 15 de janeiro de 1985, Vianna votou no candidato da oposição Tancredo Neves, derrotando o candidato governista Paulo Maluf.
Nas eleições de novembro de 1986, reelegeu-se deputado federal constituinte na legenda do PMDB ao totalizar 47.595 votos, tomando posse à 48ª legislatura (1987 — 1991) em fevereiro do ano seguinte. Durante o mandato, permaneceu como coordenador de bancada e foi titular da Comissão de Sistematização, e suplente da Subcomissão dos Deveres e Direitos dos Trabalhadores e Servidores Públicos e da Comissão de Ordem Social.
Em 1988, foi candidato à prefeitura de Blumenau mas acabou sendo derrotado por Vílson Kleinübing, do Partido da Frente Liberal (PFL). Retornando ao mandato como deputado federal, entre 1988 e 1989 exerceu a vice-liderança do PMDB na câmara e atuou como suplente da Comissão Parlamentar de Inquérito (CPI) sobre a aplicação dos recursos provenientes da emenda Calmon e da Comissão de Orçamento (1989). Já entre 1989 e 1990, Vianna foi titular das comissões de Defesa Nacional, de Constituição e Justiça e de Redação, além de atuar como suplente da Comissão de Serviço Público e ainda titular na CPI sobre o Sistema Globo de Rádio e Televisão.
Em outubro de 1990, Renato Vianna foi reeleito deputado federal pelo estado catarinense ao alcançar a soma de 23.911 votos, tomando posse à 49ª legislatura (1991 — 1995) em fevereiro seguinte. Durante o terceiro mandato, permaneceu como titular das comissões de Constituição e Justiça e de Redação, tornando-se suplente da Comissão de Trabalho, Administração e Serviço Público. Além disso, na sessão ocorrida em 29 de setembro de 1992, votou a favor da abertura do processo de impeachment do presidente Fernando Collor de Melo.
Em outubro de 1992, foi eleito prefeito municipal de Blumenau pela segunda vez, tendo a sua vaga na câmara dos deputados ocupada por Edison Andrino. Ao final do mandato, dedicou-se à assistência jurídica de empresas na área do direito administrativo.
Nas eleições de 1998, Vianna concorreu novamente ao cargo de deputado federal por Santa Catarina na legenda do PMDB e, angariando 45.043 votos, conseguiu eleger-se para a 51ª legislatura (1999 — 2003). Durante o quarto mandado, participou das comissões de Constituição e Justiça, de Constituição e Justiça e de Redação e de Defesa Nacional, e votou a favor da criação da Lei de Responsabilidade Fiscal (2000) e se posicionou favorável à prorrogação da Contribuição Provisória sobre Movimentação Financeira (CPMF) em 2002. Em 2001, Vianna foi admitido pelo presidente Fernando Henrique Cardoso à Ordem do Mérito Militar no grau de Comendador especial.
Por fim, Renato Vianna tentou a reeleição nos pleitos de 2002 e 2006 mas, obtendo a suplência, não foi convocado pela Câmara. Além disso, de fevereiro de 2003 a abril de 2006, Vianna foi empossado presidente da Agência de Fomento do Estado de Santa Catarina (BADESC) e, em novembro de 2007, assumiu a presidência do Banco Regional de Desenvolvimento do Extremo Sul (BRDE), passando a ocupar o cargo de diretor-financeiro em 2008 e tornando à presidência em 2011.

### Desempenho em eleições
| Ano  | Eleição                    | Partido | Candidato a      | Votos  | Resultado  |
| ---- | -------------------------- | ------- | ---------------- | ------ | ---------- |
| 1976 | Municipal de Blumenau      | MDB     | Prefeito         | —      | Eleito     |
| 1982 | Estadual em Santa Catarina | PMDB    | Deputado federal | 99.167 | Eleito     |
| 1986 | Estadual em Santa Catarina | PMDB    | Deputado federal | 47.595 | Eleito     |
| 1988 | Municipal de Blumenau      | PMDB    | Prefeito         | —      | Não Eleito |
| 1990 | Estadual em Santa Catarina | PMDB    | Deputado federal | 23.911 | Eleito     |
| 1992 | Municipal de Blumenau      | PMDB    | Prefeito         | —      | Eleito     |
| 1998 | Estadual em Santa Catarina | PMDB    | Deputado federal | 45.043 | Eleito     |
| 2002 | Estadual em Santa Catarina | PMDB    | Deputado federal | —      | Não Eleito |
| 2006 | Estadual em Santa Catarina | PMDB    | Deputado federal | —      | Não Eleito |